# 오스카 던
오스카 제임스 던(Oscar James Dunn, 1822년 ~ 1871년 11월 22일)은 미국의 정치인으로 제11대 루이지애나주 부지사이다.

## 경력
- 1868.06 ~ 1871.11 제28대 루이지애나 상원의장
- 1868.06 ~ 1871.11 제11대 루이지애나 부지사